# Издательство Военно-морского института США
Издательство Военно-морского института США (англ. Naval Institute Press) — издательское подразделение Военно-морского института США.
Является членом Ассоциации американских университетских издательств с 1949 года.

## История и деятельность
Издательство было основано в 1898 году и ежегодно издаёт до 80 книг. Находится в Beach Hall Военно-морской академии США.
В его каталог, выходящий два раза в год, включаются работы по истории, биографиям, профессиональному военному образованию и эпизодические произведения из области популярной художественной литературы, такие как первый роман Тома Клэнси «Охота за „Красным Октябрём“» и «Полёт «Интрудера»» Стивена Кунтса. Среди профессиональной литературы The Bluejacket's Manual, Naval Shiphandling, The Naval Officer’s Guide, The Marine Officer’s Guide, The Coast Guardsman’s Manual, The Naval Institute Guide to Combat Fleets of the World and The Naval Institute Guide to Ships and Aircraft of the U.S. Fleet.
В 2013 году проект U.S. Naval Institute Oral History Program, запущенный в марте 1969 года, стал частью издательства.